# سولی‌پیر (خداآفرین)
سولی‌پیر یکی از روستاهای استان آذربایجان شرقی است که در دهستان کیوان بخش مرکزی شهرستان خداآفرین واقع شده‌است.